# Damernas fyra med styrman i rodd vid olympiska sommarspelen 1976
Damernas fyra med styrman i rodd vid olympiska sommarspelen 1976 avgjordes mellan den 19 och 24 juli 1976. Grenen hade totalt 40 deltagare från 8 länder.

## Medaljörer
| Gren             | Guld                                                                         | Silver                                                                               | Brons                                                                                               |
| Fyra med styrman | Östtyskland Karin Metze Bianka Schwede Gabriele Lohs Andrea Kurth Sabine Heß | Bulgarien Ginka Gyurova Liljana Vaseva Reni Jordanova Marijka Modeva Kapka Georgieva | Sovjetunionen Nadezhda Sevostijanova Ljudmila Krokhina Galina Mishenina Anna Pasokha Lidija Krylova |

## Resultat

### Final
| Placering | Roddare                                                                                                | Land          | Tid     |
| --------- | --- | ------------- | ------- |
| 1         | Karin Metze, Bianka Schwede, Gabriele Lohs, Andrea Kurth och Sabine Heß                                | Östtyskland   | 3:45,08 |
| 2         | Ginka Gyurova, Liljana Vaseva, Reni Jordanova, Marijka Modeva och Kapka Georgieva                      | Bulgarien     | 3:48,24 |
| 3         | Nadezjda Sevostijanova, Ljudmila Krochina, Galina Misjenina, Anna Pasocha och Lidija Krylova           | Sovjetunionen | 3:49,38 |
| 4         | Elena Oprea-Horvat, Florica Petcu-Dospinescu, Filigonia Tol, Aurelia Marinescu och Aneta Matei         | Rumänien      | 3:51,17 |
| 5         | Lisbeth Vosmaer-de Bruin, Hette Borrias, Myriam van Rooyen-Steenman, Ans Gravesteijn och Monique Pronk | Nederländerna | 3:54,36 |
| 6         | Pam Behrens, Catherine Menges, Nancy Storrs, Judy Geer och Mimi Kellogg                                | USA           | 3:56,50 |